# Časová osa ruské invaze na Ukrajinu (2024)
Tato časová osa poskytuje chronologický přehled událostí v průběhu roku 2024, předchozí vývoj zachycují články Časová osa ruské invaze na Ukrajinu (rok 2022) a Časová osa ruské invaze na Ukrajinu (2023), následující vývoj pak Časová osa ruské invaze na Ukrajinu (2025).

## Leden 2024
Ruská vojenská intervence probíhá na území Ukrajiny od roku 2014. Válka je vyústěním ukrajinské krize, jejíž podstatou byla otázka zahraniční orientace Ukrajiny a odhodlání Ruska vměšovat se do jejích vnitřních záležitostí. Otevřený ozbrojený konflikt začal 24. února 2022 ruským útokem na Ukrajinu.

### 2. leden
Ukrajinská města opět čelila vzdušným útokům z Ruska, hlavním cílem byl Kyjev. Útoky si vyžádaly nejméně 5 obětí. Hlášeno je také nejméně 130 zraněných a 250 poškozených civilních objektů. Časopis Forbes odhadl celkovou cenu tohoto raketového útok na přibližně 14 miliard korun (620 milionů dolarů). Celkem se jednalo o 99 raket, včetně deseti hypersonických balistických střel Kinžal, a desítky dronů.

### 3. leden
Rusko a Ukrajina si vzájemně vyměnili největší množství válečných zajatců od počátku ruské invaze. Ukrajina propustila 248 zajatých Rusů a Rusko 230 ukrajinských vojáků a civilistů. Výměnu podle ruského ministerstva obrany pomohly zprostředkovat Spojené arabské emiráty.

### 6. leden

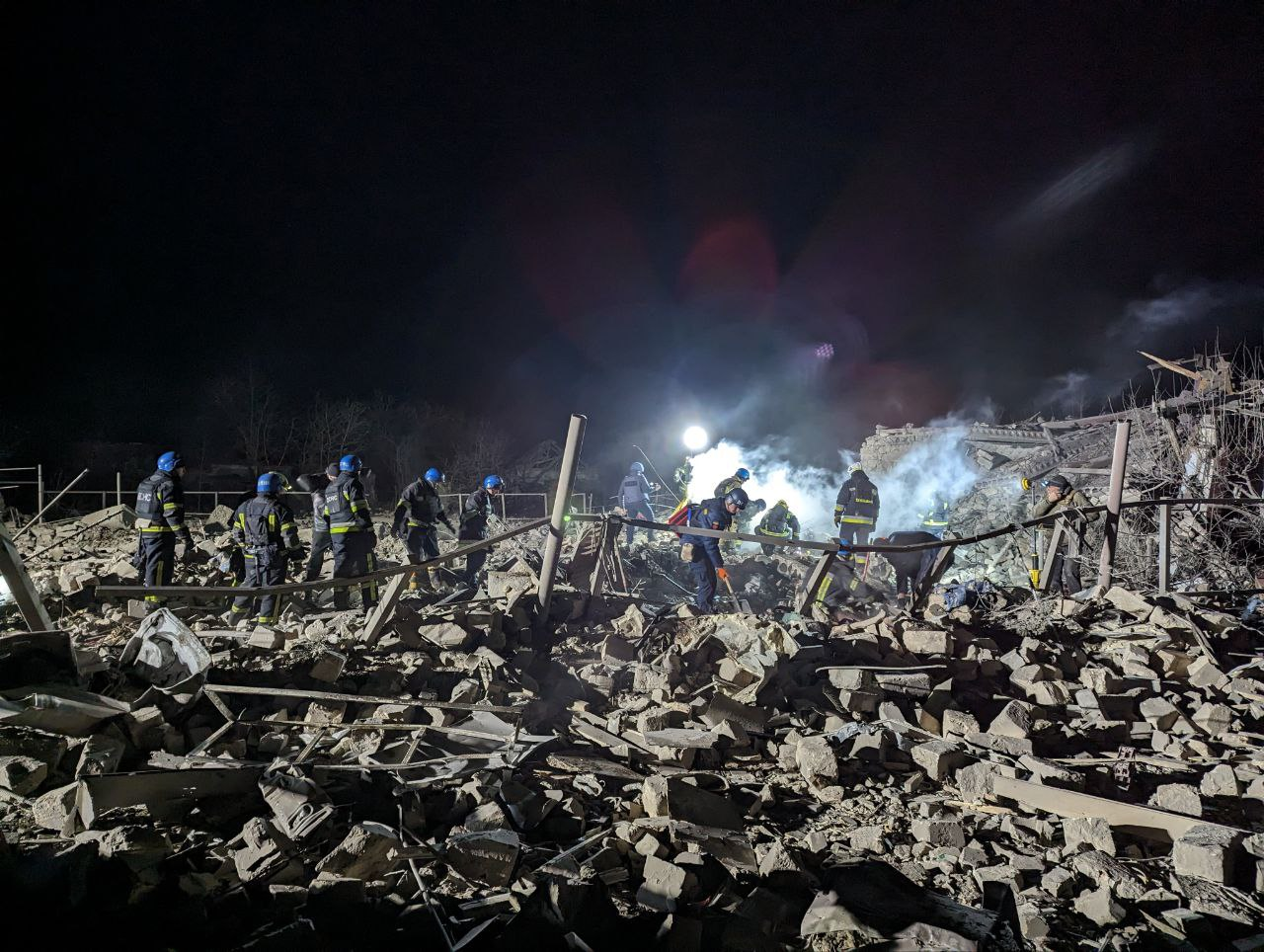
Odklízení trosek po ruském útoku v Pokrovském rajónu

Generálporučík Mykola Oleščuk oznámil, že ukrajinské vzdušné síly v noci z 5. na 6. ledna zaútočily na leteckou základnu Saky u města Novofedorivka na Ruskem obsazeném poloostrovu Krym a zničily zde velitelské centrum. Ruské ministerstvo obrany uvedlo, že jeho síly nad Krymem úspěšně zachytily čtyři ukrajinské střely s plochou dráhou letu.
Představitelé oblastního státního zastupitelství v Charkově publikovali zprávu dokládající, že jedna z balistických střel, které na město dopadly v úterý 2. ledna, je konstrukcí odlišná od ruského typu Iskander, a vykazuje známky severokorejského původu, bez upřesnění jejího typu.
Ozbrojené síly Ruské federace provedly útok za použití střel typu S-300 na město Pokrovsk a další obce v Doněcké oblasti, který si vyžádal 11 obětí na životech, včetně 5 dětí, a nejméně 8 raněných.

### 12. leden

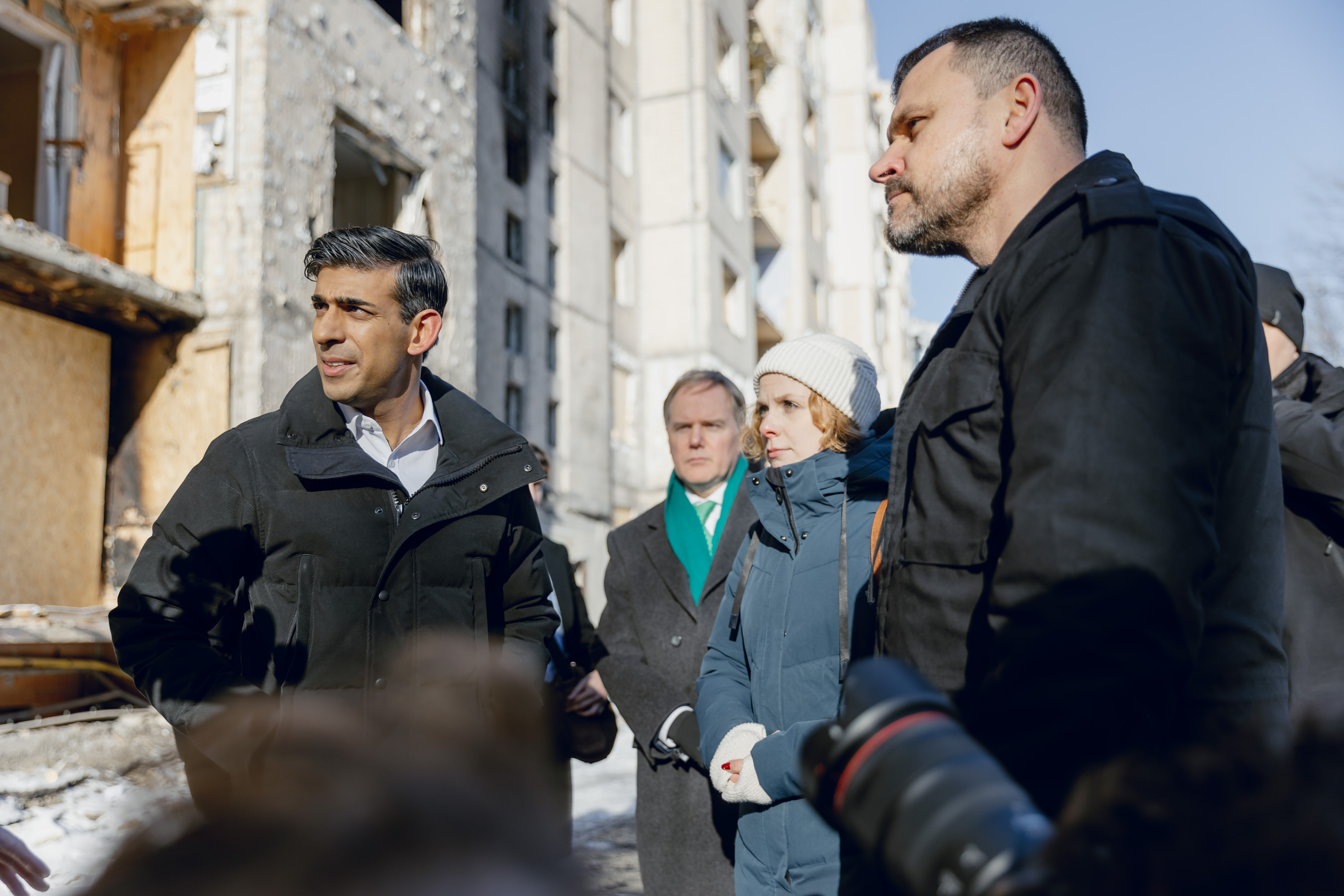
Premiér Sunak v doprovodu ukrajinského ministra vnitra Klymenka při prohlídce následků ruských útoků

Britský premiér Rishi Sunak na státní návštěvě v Kyjevě podepsal spolu s ukrajinským prezidentem Volodymyrem Zelenskym oboustrannou dohodu o bezpečnostní spolupráci. Délka její platnosti je deset let. Dohoda zahrnuje zpravodajskou bezpečnost, boj s propagandou, kybernetickou bezpečnost, obranu kritické infrastruktury, námořní obranu, spolupráci v obranném sektoru a sankce proti Rusku.
Rishi Sunak také oznámil navýšení finanční a vojenské pomoci Ukrajině ze strany Spojeného království za roky 2024 a 2025. Celkový objem pomoci by měl dosáhnout 2,5 miliardy liber.

### 15. leden
Velitel Ozbrojených sil Ukrajiny Valerij Zalužnyj oznámil, že ukrajinským vzdušným silám se večer 14. ledna podařilo zasáhnout a sestřelit ruský letoun včasné výstrahy Berijev A-50 operující nad Azovským mořem v prostoru Kyrylivky v Záporožské oblasti. Ukrajinská strana si také nárokovala zásah, a následné vyřazení z boje, létajícího velitelského stanoviště Iljušin Il-22M poblíž Strilkove v Chersonské oblasti.

### 17. leden
Ozbrojené síly Ruské federace provedly útok raketami systému S-300 na centrum Charkova, který si vyžádal nejméně 17 raněných civilistů, z toho 2 vážně.
Ruské útoky na Cherson a přilehlou oblast vedly k zabití 1 a ranění 5 osob.

### 18. leden
Ruští představitelé uvedli, že jejich protivzdušné obraně se krátce po půlnoci podařilo zneškodnit bezpilotní letadlo nad Vasiljevským ostrovem v St. Petěrburgu. Letiště Pulkovo bylo krátce uzavřeno pro všechny lety. Podle ukrajinské strany útok zasáhl ropný sklad, v němž způsobil lokalizovaný požár.
Ruské ostřelování Kupjansku v Charkovské oblasti usmrtilo 1 a zranilo 2 civilní obyvatele.

### 19. leden
Ukrajinské ozbrojené síly provedly útoky bezpilotními letadly na sklad paliva ve městě Klincy v Brjanské oblasti a muniční závod v Tambově.
Útok Ozbrojených sil Ruské federace na Cherson zabil jednoho civilistu a dalšího zranil.

### 21. leden
V noci na 21. ledna zaútočila dvě bezpilotní letadla na baltský přístav Usť-Luga ležící zhruba 110 km západně od Petrohradu. Výbuchy a následný požár poškodily plynový terminál náležející společnosti Novatek (Новатэк), oběti na životech nebyly hlášeny. V čase útoku v přístavu kotvila tři mohutná plavidla registrovaná v Belgii, Ománu a v Libyi.
Při dělostřeleckém útoku na okupovaný Doněck zahynulo přinejmenším 28 lidí. Rusko z krveprolití obvinilo Ukrajinu, ukrajinská oficiální místa vinu popírají.

### 22. leden
Potvrzené informace že o víkendu ozbrojené síly Ruské federace začaly pronikat do prvních ulic Avdijivky na jihu města u restaurace „Carska Ochota“.

### 23. leden
Šest lidí bylo zabito a desítky zraněny po ruských raketových útocích na Kyjev a Charkov.

### 24. leden
V Bělgorodské oblasti se zřítil Iljušin Il-76 Vzdušně-kosmických sil RF. Na palubě bylo podle ruských médií 65 ukrajinských válečných zajatců, šest členů posádky a tři vojáci ostrahy. Zdroje listu Ukrajinska pravda z generálního štábu uvedly, že stroj vezl rakety pro ruský systém protivzdušné obrany S-300.

### 25. leden
V ropném skladišti v Tuapse (Krasnodarský kraj) po zásahu několika drony vypukl požár. Podle představitelů ruských úřadů byl lokalizován a nikdo neutrpěl zranění.

### 31. leden
Ukrajinské letectvo provedlo útok střelami Scalp EG a Storm Shadow na leteckou základnu Belbek na Ruskem obsazeném poloostrově Krym. Nárokovalo si poškození 3 letounů a způsobení ztrát mezi příslušníky ruských ozbrojených sil. Ruská strana to popřela a prohlásila, že se jí podařilo sestřelit 17 střel nad Černým mořem a další tři nad územím Krymu.
Na ropnou rafinérii Něvskij Mazut v Sankt Petěrburgu zaútočilo ukrajinské bezpilotní letadlo, jeho dopad způsobil explozi a následný požár. Podle tvrzení gubernátora Sankt Petěrburgu Alexandra Beglova se jednalo o „nehodu, která nezpůsobila podstatnější škody a při níž nebyl nikdo zraněn“.

## Únor 2024

### 1. únor
Ukrajinské ministerstvo obrany zveřejnilo video, které má zachycovat zničení ruské raketové korvety Ivanovec, lodi třídy Tarantul. Podle videa měla být loď opakovaně zasažena do trupu bezposádkovými hladinovými plavidly, v důsledku poškození se převrátit na záď a potopit. K útoku mělo dojít v zátoce Donuzlav u západního pobřeží Krymu. Rusko událost nekomentovalo.
Předseda Evropské rady Charles Michel oznámil, že prezidenti a premiéři členských zemí Evropské unie jednomyslně schválili program dlouhodobé finanční pomoci Ukrajině, který na další 4 roky zahrnuje 50 miliard eur. Program je součástí úpravy unijního rozpočtu pro období 2021 až 2027, přičemž zahrnuje půjčky v objemu 33 miliard eur a granty v hodnotě 17 miliard euro. Prezidenti a premiéři společně vyzvali vlády členských států EU, aby do měsíce dokončili návrh, který by do roku 2027 disponoval 5 miliardami eur ročně pro fond na vojenskou podporu Ukrajiny, z něhož jsou propláceny bilaterální dodávky vojenského materiálu Ukrajině a společné nákupy munice. Dále připomenuli „naléhavou potřebu urychlit dodávky munice a raket, zejména v souvislosti se závazkem poskytnout Ukrajině milion kusů dělostřelecké munice“.

### 2. únor
Ruský útok bezpilotním letadlem na Beryslav zabil 2 francouzské dobrovolníky poskytující humanitární pomoc a zranil dalších 5 osob.

### 3. únor
Po útoku bezpilotního letadla vypukl požár v ropné rafinérii společnosti Lukoil ve Volgogradské oblasti. Ruská protivzdušná obrana prohlásila, že se jí prostředky elektronického rušení podařilo sestřelit nebo zneškodnit dvě ukrajinská bezpilotní letadla ve Volgogradské, čtyři v Bělgorodské oblasti a jedno v blízkosti Rostova na Donu.

### 8. únor
Prezident Volodymyr Zelenskyj nahradil Valerije Zalužného ve funkci hlavního velitele Ozbrojených sil Ukrajiny generálplukovníkem Oleksandrem Syrským, dosavadním velitelem pozemních vojsk.

### 9. únor
Ruské letecké útoky řízenými pumami na obce v Sumské oblasti vedly ke smrti 3 a zranění 4 civilistů.

### 10. únor
Ruský útok bezpilotním letounem na benzínovou pumpu v Charkově způsobil požár, v němž zahynulo nejméně 7 civilistů, včetně 3 dětí, z nichž nejstaršímu bylo 7 let.

### 14. únor

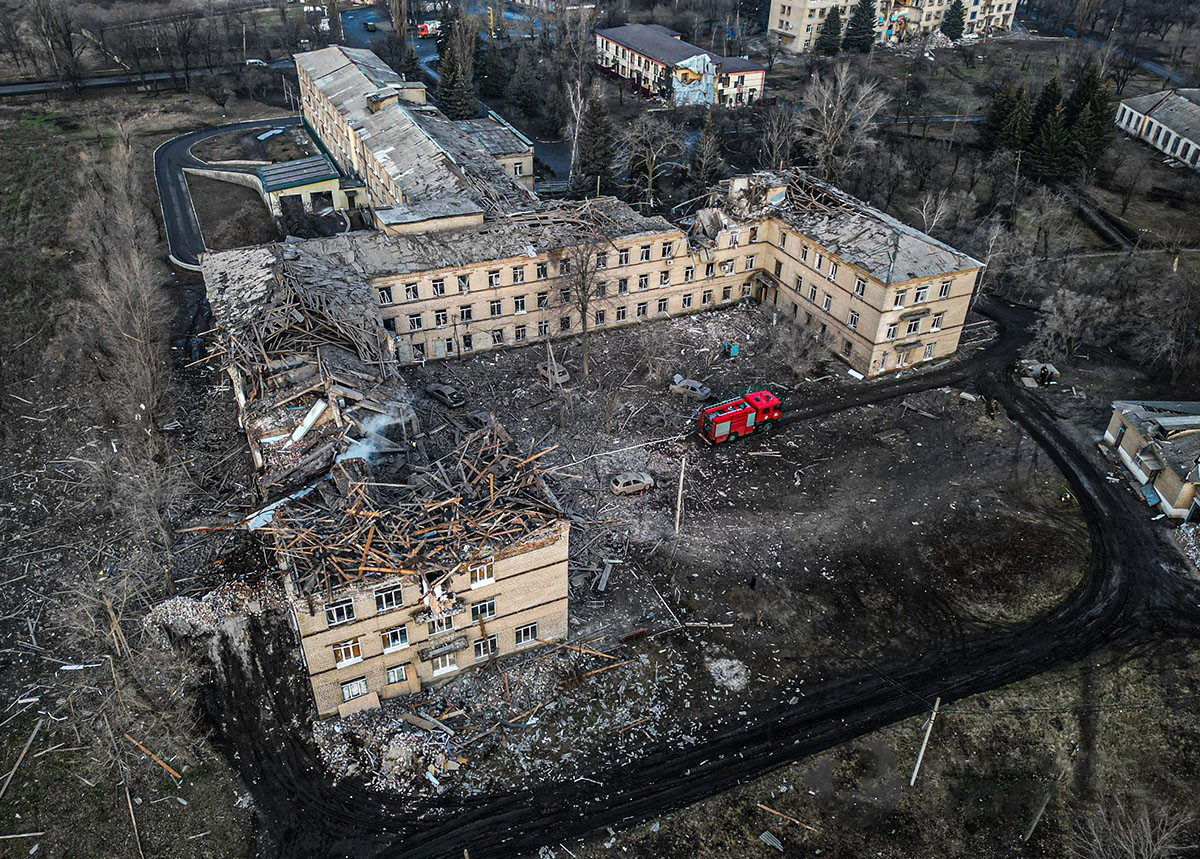
Městská nemocnice v Selydove po zásahu ruskou raketou

Ruský noční útok na Selydove v Doněcké oblasti usmrtil 3 civilisty, včetně 1 dítěte, a dalších 12 osob utrpělo zranění. Další útok, na Mykolajivku, zabil dvě ženy, ve věku 62 a 74 let, a zranil nejméně 1 další osobu. Ruský raketový útok na Velykyj Burluk si vyžádal 4 oběti na životech civilistů.
Ukrajinský generální štáb zveřejnil video zachycující potopení výsadkové lodě třídy Ropucha BDK-64 Cezar Kunikov skupinou sebevražedných hladinových dronů typu Magura V5. Generálporučík Kyrylo Budanov, velitel Hlavního ředitelství rozvědky Ministerstva obrany Ukrajiny, uvedl, že ruská loď převážela náklad munice mezi Novorossijskem a Sevastopolem, a útok za pomoci 5 člunů, k němuž došlo poblíž Alupky na Ruskem okupovaném Krymu, provedla jemu podřízená jednotka speciálních sil „Skupina 13“ ve spolupráci s ostatními složkami bezpečnostních a ozbrojených sil Ukrajiny. Ozbrojené síly Ruské federace se k události nevyjádřily a omezily se na prohlášení, že v průběhu noci se jim v Černém moři podařilo dosáhnout zničení 6 námořních dronů.
Ruský prezident Vladimir Putin podepsal zákon dovolující úřadům odebrání čestných titulů a zabavení majetku osob „šířících úmyslně nepravdivé zprávy či jinak diskreditující ozbrojené síly Ruské federace“ a „podněcujících extremistické aktivity či požadujících opatření poškozující bezpečnost státu“. Zpřísnila se tak ustanovení ruského právního systému o „zákazu diskreditace ozbrojených sil“ přijatá po začátku invaze na Ukrajinu v únoru 2022 a užívaná k umlčování Putinových kritiků.

### 15. únor
Při bojích o město Avdijivka zemřel český občan, stal se tak nejméně čtvrtou českou obětí celého konfliktu.

### 16. únor
Ukrajinské jednotky se stáhly z pozic v jihovýchodní části města Avdijivka.
Ruská vězeňská služba oznámila, že ve státním nápravném zařízení IK-3 v Charpu v Jamalo-něneckém autonomním okruhu náhle zemřel uvězněný představitel protiputinovské opozice Alexej Navalnyj.
Ukrajinský prezident Volodymyr Zelenskyj během návštěvy Francie a Německa uzavřel dvoustranné bezpečnostní smlouvy s těmito zeměmi.

### 17. únor
Oleksandr Syrskyj nařídil stažení ukrajinských vojsk z města Avdijivka aby předešel jejich obklíčení.
Ruské úřady oznámily, že se jim nad územím Bělgorodské, Brjanské, Kalužské, Kurské a Voroněžské oblasti podařilo sestřelit či zneškodnit celkem 33 ukrajinských bezpilotních letadel. V udmurtském městě Iževsk vypukl rozsáhlý požár v prostorách užívaných k výrobě dronů.
Moldavské úřady oznámily, že v blízkosti obce Etulia Nouă v Gagauzsku byly nalezeny trosky dronu Šáhid.
Velitel ukrajinských vzdušných sil generálporučík Mykola Oleščuk prohlásil, že ukrajinské protivzdušné obraně se na jihovýchodě země podařilo sestřelit 2 ruské stíhací bombardéry Suchoj Su-34 a 1 víceúčelový stíhač Su-35.

### 18. únor
Ukrajinské letectvo oznámilo, že v průběhu dne dosáhlo sestřelu 1 stíhacího bombardéru Suchoj Su-34, 1 střely s plochou dráhou letu Ch-59 a 12 bezpilotních letadel.

### 19. únor
Ukrajinské letectvo oznámilo, že dosáhlo sestřelu 1 stíhacího bombardéru Su-34 a 1 víceúčelového stíhače Su-35.
Služba bezpečnosti Ukrajiny oznámila zahájení předběžného vyšetřování nahrávky zachycující zabití 8 neozbrojených ukrajinských válečných zajatců v Avdijivce, šířené na ruských kanálech sítě Telegram.
Ruský pilot Maxim Kuzminov, který v srpnu 2023 zběhl i s vrtulníkem Mil Mi-8 na Ukrajinu, byl nalezen ve Španělsku zastřelený.

### 20. únor

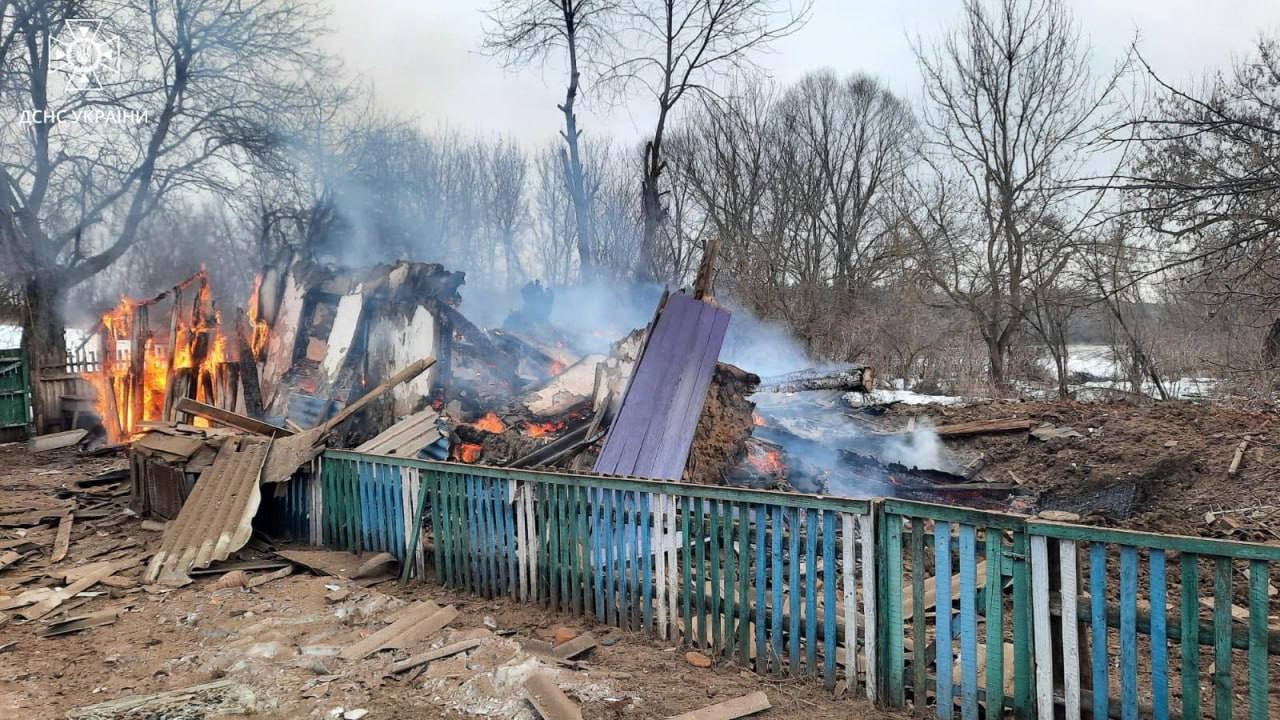
Trosky po útoku v Nove Slobode

Ruské dělostřelecké a letecké útoky na obec Nova Sloboda v Sumské oblasti si vyžádaly 5 obětí na životech civilistů.
Útok ruského bezpilotního letadla v Kupjanském rajónu (Charkovská oblast) si vyžádal životy dvou civilistů a jedno těžké zranění.
Polští zemědělci oznámili zahájení úplné blokády hranice s Ukrajinou.

### 21. únor
Velitel ukrajinských vzdušných sil generálporučík Mykola Oleščuk oznámil, že ukrajinské protivzdušné obraně se podařilo sestřelit stíhací bombardér Suchoj Su-34, jehož dvoučlenná posádka zahynula. Pokud se informace potvrdí, jednalo by se již o sedmý proudový bojový letoun ztracený ruskými leteckými silami od 17. února 2024.
Zástupci zemí Evropské unie odsouhlasili 13. balík sankcí proti Rusku v souvislosti s ruskou invazí na Ukrajinu, který rozšiřuje sankční seznam o jména dvou stovek lidí, firem či institucí nějakým způsobem se podílejících na agresi proti Ukrajině. Sankce musí formálně schválit členské státy, aby balíček vstoupil v platnost u příležitosti druhého výročí zahájení války Ruskem.

### 22. únor
Dánsko oznámilo, že Ukrajině poskytne nový balík vojenské pomoci v hodnotě 1,7 miliardy dánských korun, který zahrnuje i finance na pořízení 15 tisíc dělostřeleckých granátů, jež budou darovány v následujících měsících. Premiérka Mette Frederiksenová dále informovala o uzavření dánsko-ukrajinské bezpečnostní dohody, ve které se Dánsko zavazuje poskytovat Ukrajině vojenskou podporu během následujících 10 let.
Ruský útok na obec Lvove v Chersonské oblasti usmrtil 59letého civilistu.

### 23. únor

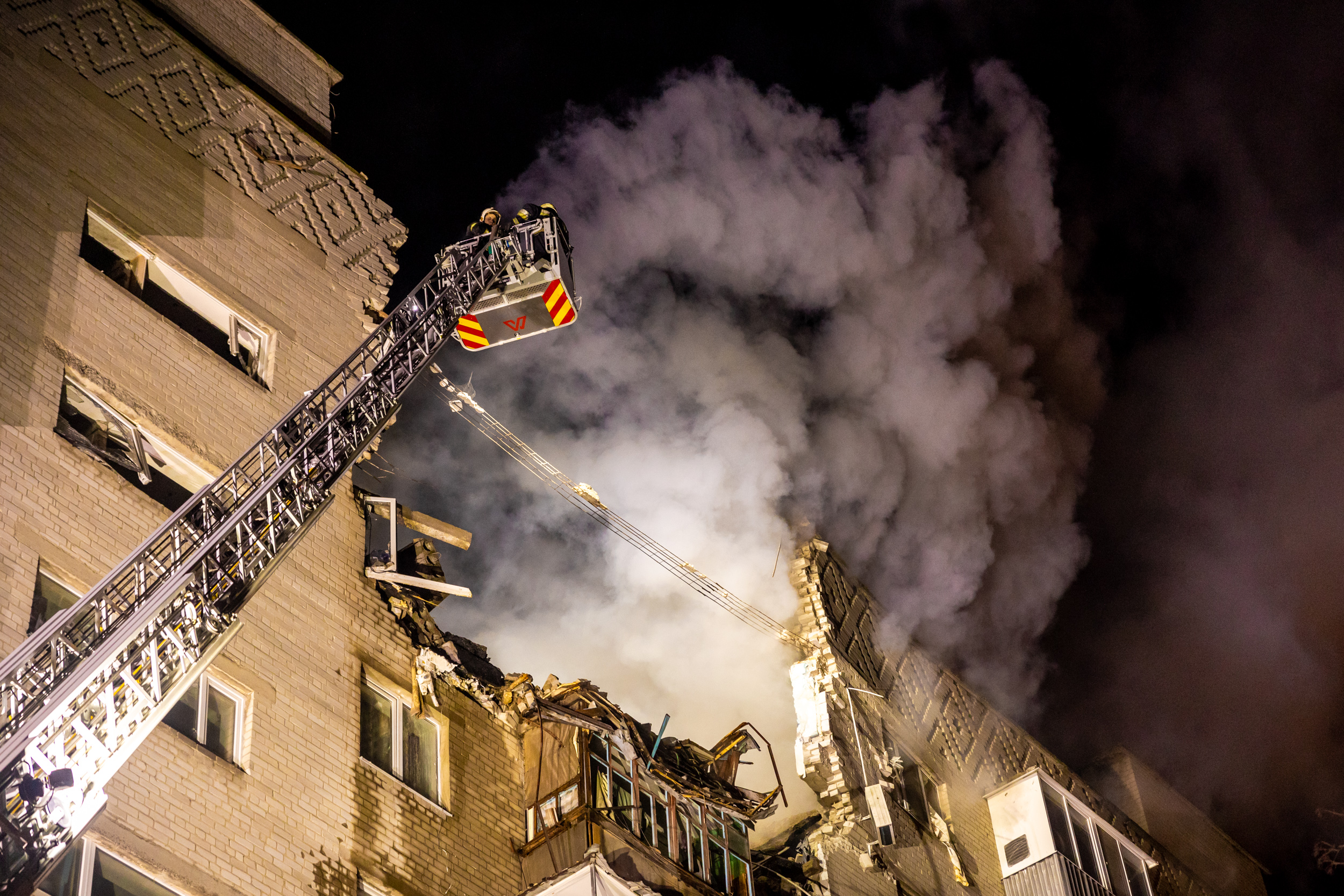
Následky útoku na Dnipro

Ruský útok bezpilotními letadly na Dnipro zasáhl obytnou čtvrť. Život ztratil 1 civilista a 8 utrpělo zranění, 2 z nich taková, jež si vyžádala hospitalizaci. V Oděse zahynuli 3 civilisté. Další útoky mířily na Dněpropetrovskou, Oděskou, Mykolajivskou, Poltavskou a Charkovskou oblast. Ukrajinské letectvo uvedlo, že se mu podařilo zneškodnit 23 z 31 Ruskem vypuštěných dronů.
Spojené státy americké oznámily nové sankce proti 500 subjektům spojeným s ruskou invazí na Ukrajinu a se smrtí Alexeje Navalného.
Ukrajinské letectvo a Hlavní ředitelství rozvědky Ministerstva obrany Ukrajiny oznámily, že ve večerních hodinách se podařilo sestřelit ruský letoun včasné výstrahy a velení typu Berijev A-50U operující nad Krasnodarským krajem. Jedná se o druhou ztrátu stejného typu, jímž Vzdušně-kosmické síly Ruské federace disponují jen v omezeném počtu, po stroji o nějž přišly 14. ledna.

### 24. únor
Ukrajinské letectvo oznámilo, že během ruských útoků na Kirovohradskou, Mykolajivskou a Oděskou oblast sestřelilo 12 bezpilotních letadel a 2 střely s plochou dráhou letu Ch-59. Po pádu trosek dronu na obytný dům v Oděse zahynul 1 muž, 1 žena byla ve vážném stavu hospitalizována, a dalším 2 zraněným bylo nutno poskytnout lékařské ošetření.
V noci 23. na 24. února 2024 došlo k ukrajinskému útoku drony na ocelárnu Novolipeck v Lipecku, produkující okolo 18 % objemu ruské oceli, po kterém následoval rozsáhlý požár. Podle tvrzení gubernátora Lipecké oblasti byl požár uhašen a nedošlo při něm k žádným zraněním, ani neměl výrazný vliv na provoz.
Při příležitosti druhého výročí počátku ruské invaze navštívili Kyjev předsedkyně Evropské komise Ursula von der Leyenová a předsedové vlád Belgie, Itálie a Kanady, Alexander De Croo, Giorgia Meloniová a Justin Trudeau, a vyjádřili pokračující podporu ukrajinské obraně proti ruské agresi.
Představitelé skupiny G7, včetně prezidenta USA Joe Bidena, vydali po společné telekonferenci s ukrajinským prezidentem Volodymyrem Zelenským prohlášení vyjadřující odhodlání pokračovat v podpoře Ukrajiny tak dlouho jak bude nutné.
Generální tajemník OSN António Guterres s podporou více než padesáti členských zemí OSN vyzval Rusko, aby invazi ukončilo.

### 26. únor
Ukrajinské letectvo oznámilo, že během nočních ruských útoků zneškodnilo 9 ze 14 bezpilotních letadel a 3 střely s plochou dráhou letu Ch-59.

### 27. únor
Ukrajinské letectvo sestřelilo východním směrem dva ruské Suchoje Su-34.

### 28. únor
Rusko zahájilo prezidentské volby na jím okupovaných ukrajinských územích.

### 29. únor
Ukrajinské letectvo ráno oznámilo sestřel ruského stíhacího bombardéru Suchoj Su-34, a později ještě dalších dvou strojů stejného typu, v prostoru Avdijivky a Mariupolu.

## Březen 2024

### 1. březen
Ukrajinské letectvo si nárokovalo sestřel ruského stíhacího bombardéru Suchoj Su-34 na východní frontě.
Ruský premiér Michail Mišustin schválil zákaz vývozu benzínu a nafty z Ruska účinný po dobu 6 měsíců, s oznámeným cílem stabilizovat jejich ceny na domácím trhu. Výjimku představuje pouze export do států Eurasijského ekonomického svazu, Mongolska a Uzbekistánu, a také na Ruskem kontrolovaná území Abcházie a Jižní Osetie.

### 2. březen

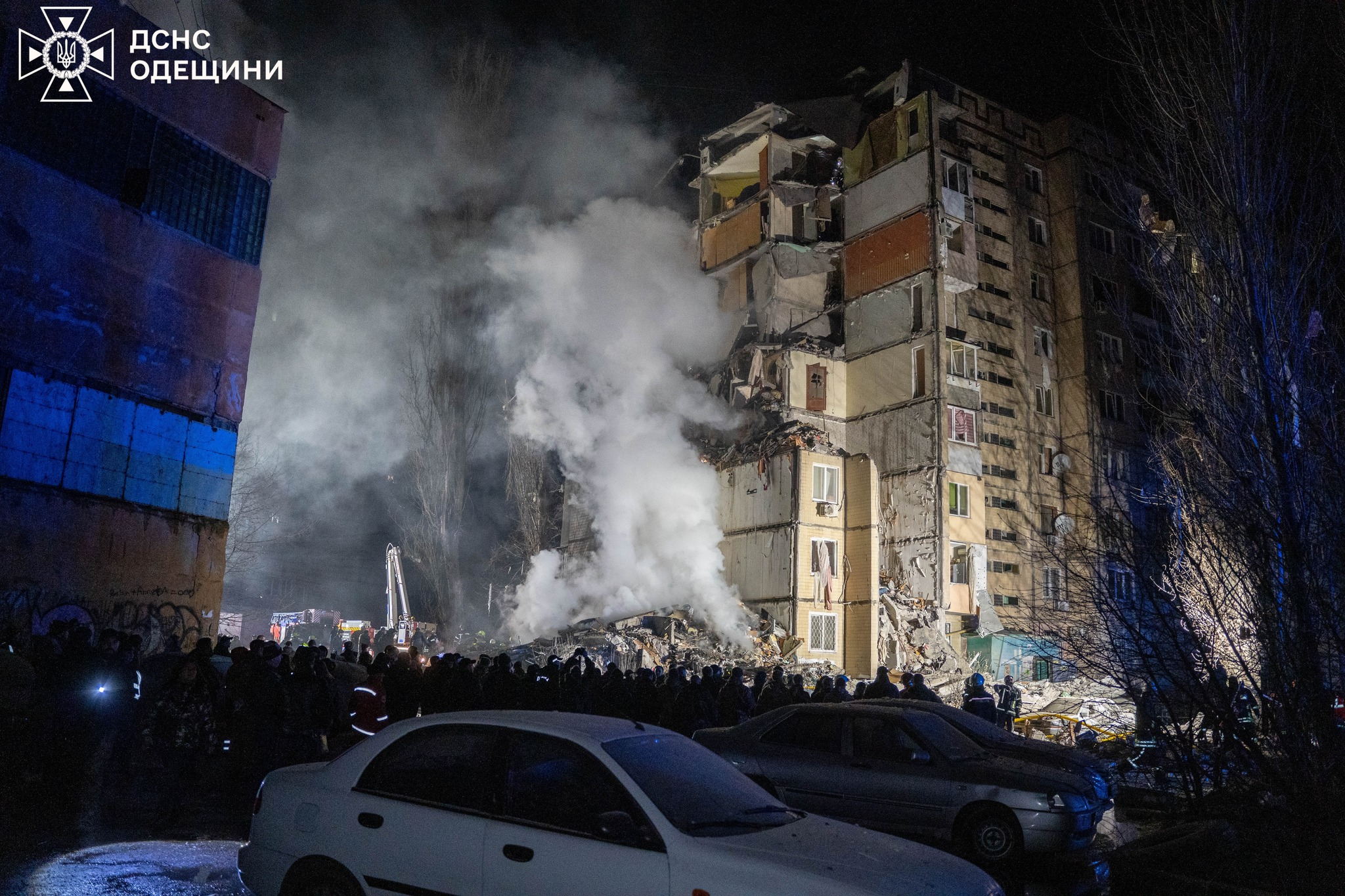
Trosky domu v Oděse po útoku

Ruské útoky bezpilotními letadly způsobily v Kupjanském rajónu, Chersonské a Záporožské oblasti po 1 oběti na životech, a 12, včetně 5 dětí ve věku od 4 měsíců do 9 let, po zásahu výškové obytné budovy v Oděse. Ukrajinské letectvo oznámilo sestřel 14 dronů typu „Šáhid“, ze 17 nasazených. V odpoledních hodinách jeho velitel, generálporučík Mykola Oleščuk, publikoval informaci o sestřelu dalšího stíhacího bombardéru Suchoj Su-34 ruského letectva nad východním bojištěm.

### 3. březen
Ruské noční ostřelování obce Ponijativka v Chersonské oblasti usmrtilo 58letého muže.
Centrum města Kurachove v Doněcké oblasti zasáhla ruská řízená letecká puma, její výbuch poškodil 15 obytných domů a zranil nejméně 16 osob. Na město Myrnohrad dopadly 3 rakety systému S-300 a na Pokrovsk balistická střela Iskander-M, které zranily 5 osob.

### 4. březen
Ruské jednotky vstoupily do Novomychajlovky ve Vuhledarském směru. Západně od Avdijivky se bojuje na ukrajinské obranné linii s rybníky u Tonenke, v Orlovce a sousední Berdyči, kde oznámily Ruské jednotky zničení tanku Abrams. Podle zpráv v médiích hodlá však Ukrajina vybudovat obrannou linii až u dalších vodních ploch. U Bachmutu pokračovaly boje v Ivanovskoje a útoky na vesnici Bohdanivka. V Samarské oblasti Ruské federace neznámé osoby vyhodily do povětří podpěry železničního mostu přes řeku Čapajevku. Šéfredaktor Cenzoru Jurij Butusov uvedl, že navzdory četným prohlášením od prosince loňského roku ukrajinské úřady prakticky nezačaly budovat obranné linie. V Německu pokračuje skandál ohledně ruských odposlechů k použití německých střel dlouhého doletu Taurus na Ukrajině.
Singapurský ministr obrany Ng Eng Hen oznámil, že Americké multifunkční stíhací bombardéry páté generace F-35 se aktivně zapojují do misí nad územím Ukrajiny: určují přesnou polohu ruských systémů protivzdušné obrany, uvedla bulharská armáda.

### 5. březen
Ukrajina i Rusko oznámili potopení ruské hlídkové lodi projektu 22160 Sergej Kotov s transportním bojovým vrtulníkem Kamov Ka-29 v Černém moři u Krymu po zásahu námořních dronů Magura V5 speciální jednotky Hlavního zpravodajského ředitelství Ministerstva obrany Ukrajiny „Skupiny 13“ na zádi, pravoboku a levoboku během kombinovaného útoku dronů ze vzduchu a z moře na Krym i Krymský most. Bezpečnostní služba Ukrajiny hledá v Kyjivstaru „krtka“, jehož prostřednictvím mohla Ruská federace v prosinci provést kybernetický útok. V Kyjevě začala prosakovat voda do další stanice metra. Objevily se nové informace k vyšetřování vraždy člena vyjednávací delegace v Homelu podezřelého z velezrady Denise Kirejeva v Kyjevu před dvěma lety, zastřelila ho během zatýkání Ukrajinská bezpečnostní služba (SBU). Ruská armáda přesouvá zálohy k Novomychajlovce ve směru na Vuhledar a provádí tam více útoků než u Avdijivky. Rusové kontrolují asi polovinu Orlovky východně od Avdijivky. Většina sestřelení ruských letadel, které Ukrajina oznámila v posledních dvou týdnech, „nemohla být nezávisle potvrzena“. Sestřelení tří z 15 letadel bylo objektivně potvrzeno, píše New York Times. Ozbrojené síly Ukrajiny oznámily zničení 15 ruských letadel za období od 17. února (ode dne ztráty Avdijivky) do 2. března. NYT s odvoláním na západní OSINT analytiky a ruské vojenské blogery píše, že objektivně potvrzeny jsou pouze sestřely dvou Su-35 a jednoho A-50, Ukrajina však měla nyní větší úspěchy v protivzdušné obraně.
Mezinárodní trestní soud v Haagu vydal zatykače na generálporučíka Sergeje Kobylaše, velitele strategických bombardovacích sil Vzdušně-kosmických sil Ruské federace a admirála Viktora Sokolova, bývalého velitele ruského Černomořského loďstva, pro důvodné podezření z válečných zločinů a zločinů proti lidskosti, jichž se měli dopustit v souvislosti s útoky proti ukrajinským civilním cílům.

### 6. březen
Ruské rakety dopadly v Oděse pouhých přibližně 150 metrů od ukrajinského prezidenta Volodymyra Zelenského a řeckého premiéra Kyriakose Mitsotakise, při útoku zároveň zemřelo několik osob.

### 8. březen
Útok ruského bezpilotního letadla zabil 2 civilisty ve Vovčansku v Charkovské oblasti.

### 10. březen
Ruské úřady oznámily úspěšné sestřelení či zneškodnění celkem 47 ukrajinských bezpilotních letadel v Bělgorodské, Kurské, Volgogradské a Rostovské oblasti. V Taganrogu (Rostovská oblast) výbuch poškodil továrnu firmy Berijev, vyrábějící obojživelné létající čluny Be-200 a opravující letouny včasné výstrahy a varování A-50.

### 12. březen

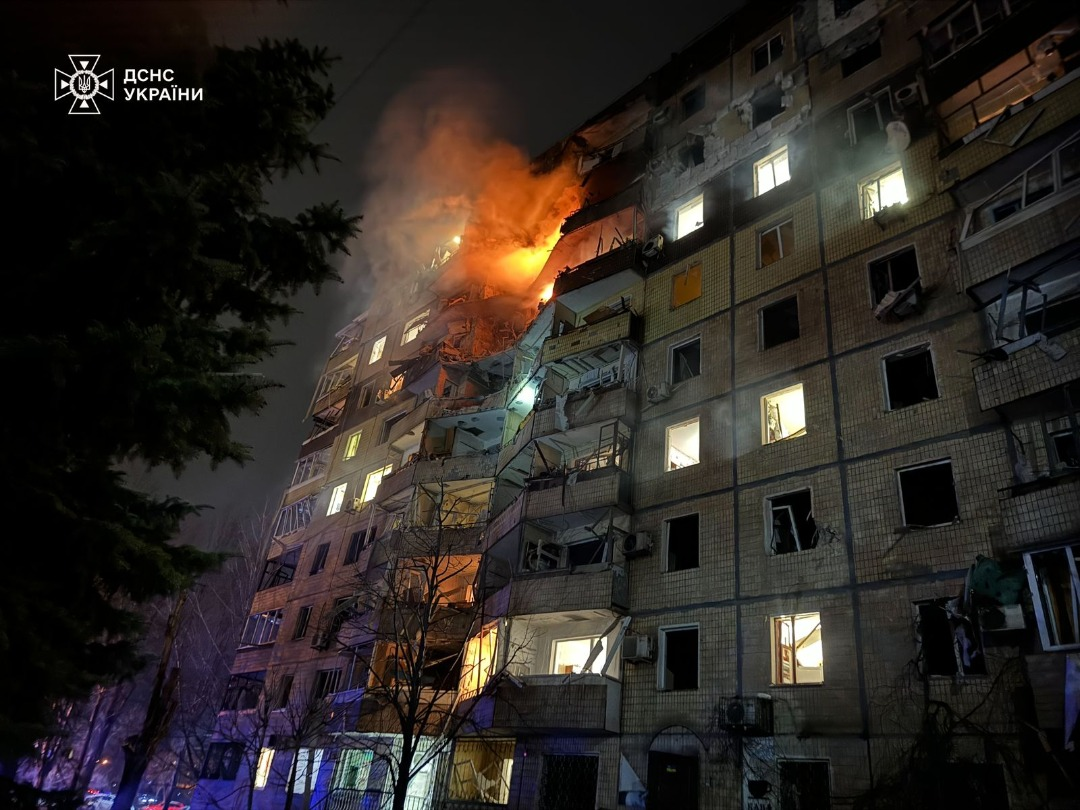
Hořící dům ve městě Kryvyj Rih

Na Kryvyj Rih dopadly nejméně tři ruské raketové střely. Zásah jedné z nich do devítipatrové obytné budovy usmrtil 3 ženy a 1 muže. Dalších 49 osob utrpělo zranění, u 20 dospělých a 9 dětí tak vážná, že si vyžádala hospitalizaci. Další žena v nemocnici podlehla následkům zranění v noci 13. března. Ruský nálet na obytnou čtvrť Myrnohradu zabil 2 a zranil 5 obyvatel, a útok na obec Hlušivka v Charkovské oblasti nedaleko Kupjansku usmrtil 1 a zranil 3 civilisty.
Podle prohlášení ruských úřadů po útocích ukrajinských bezpilotních letadel vypukly požáry v ropných rafinériích ve městech Orjol a Nižnij Novgorod.
Gubernátor Bělgorodské oblasti Vjačeslav Gladkov uvedl, že budovu městské správy v Bělgorodu zasáhlo ukrajinské bezpilotní letadlo a dvě osoby utrpěly zranění.
Jednotky ruských odpůrců Putinova režimu Legie „Svoboda Ruska“ a Prapor „Sibir“ publikovaly videa zachycující jejich proniknutí na území Bělgorodské a Kurské oblasti a následné střety se silami věrnými Putinovi. Ministerstvo obrany Ruské federace prohlásilo, že pokusy o průnik na území Ruska byly zmařeny.

### 13. březen

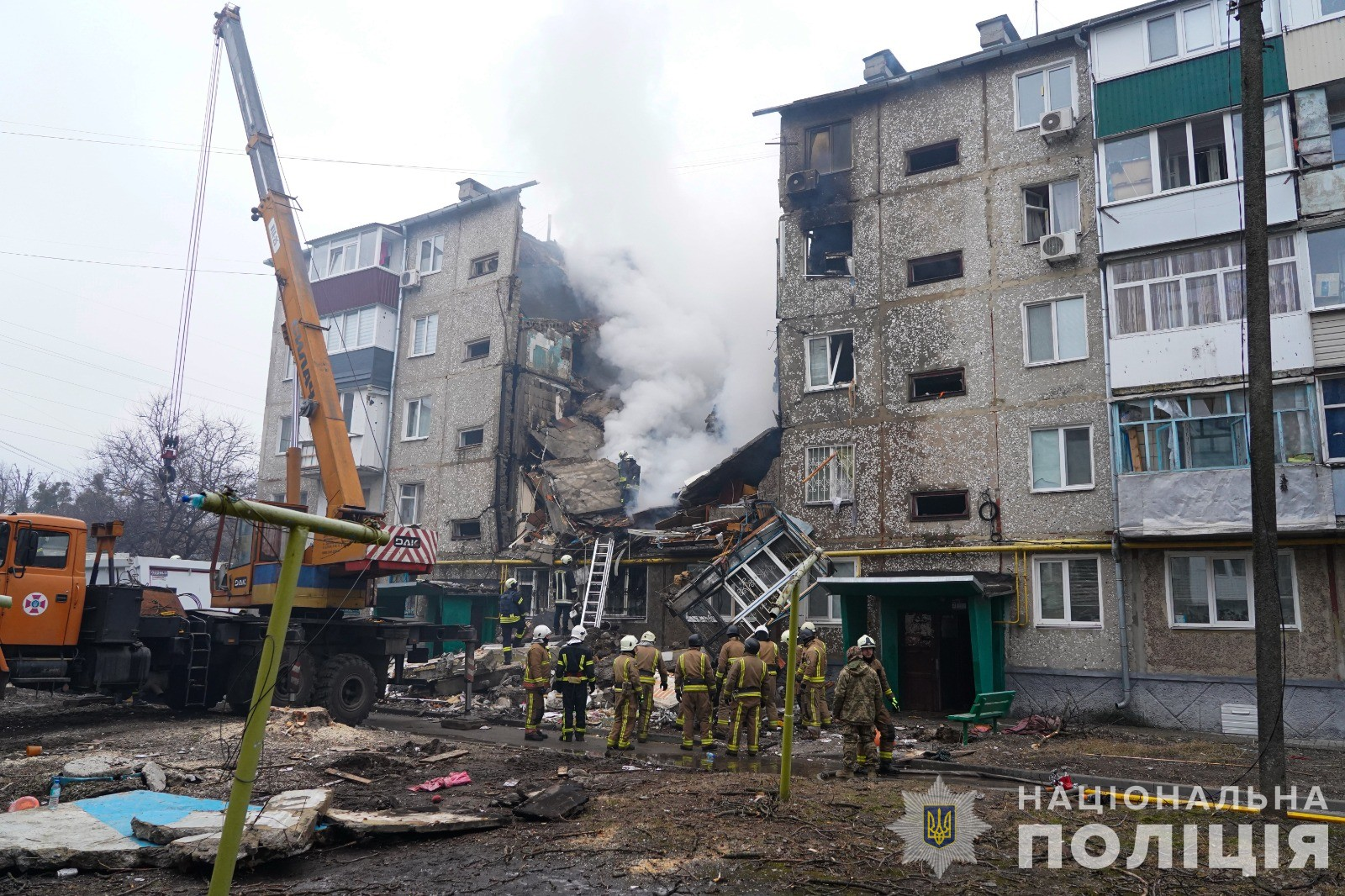
Trosky domu v Sumách

Ruský útok bezpilotním letadlem na pětipatrový obytný dům ve městě Sumy způsobil smrt 2 a zranění nejméně 8 obyvatel.
Během dalších útoků na obce v Sumské oblasti utrpěli zranění 2 obyvatelé a ve městě Velyka Pysarivka byl 1 zabit palbou z vrtulníku.
Ukrajinská bezpilotní letadla zasáhla ropné rafinérie v ruských městech Kiriši, Kstovo, Rjazaň a Rostov na Donu.
Ruské protikremelské milice operující v pohraničí Bělgorodské a Kurské oblasti vyzvaly jejich obyvatelstvo a úřady k provedení evakuace, aby během jejich plánovaných bojových akcí proti Ozbrojeným silám Ruské federace nedošlo k zasažení civilních cílů.

### 14. březen
Představitelé ukrajinských ozbrojených sil oznámili, že se jim podařilo sestřelit 22 ruských dronů typu „Šáhid“ z 36 vyslaných. Města Charkov, Šostka a Trosťanec se stala terčem ruských raketových útoků.
Útok ruského bezpilotního letadla zabil 1 a zranil 4 civilisty ve Vinnycké oblasti.
Ruské protiputinovské skupiny publikovaly video podle jejich prohlášení zachycující zničení muničního skladu v obci Ťotkino v Kurské oblasti. Představitelé Národní gardy Ruské federace prohlásili, že útok na tuto obec se jim podařilo odrazit. Gubernátor Bělgorodské oblasti Vjačeslav Gladkov prohlásil, že město Bělgorod se stalo terčem raketového útoku z území Ukrajiny, při němž zahynula 1 osoba a 3 další byly raněny.
Ozbrojené síly Ukrajiny informovaly o úspěšném odražení pokusu ruské průzkumné skupiny překročit Dněpr v Chersonské oblasti blízko Antonivského mostu.

### 15. březen

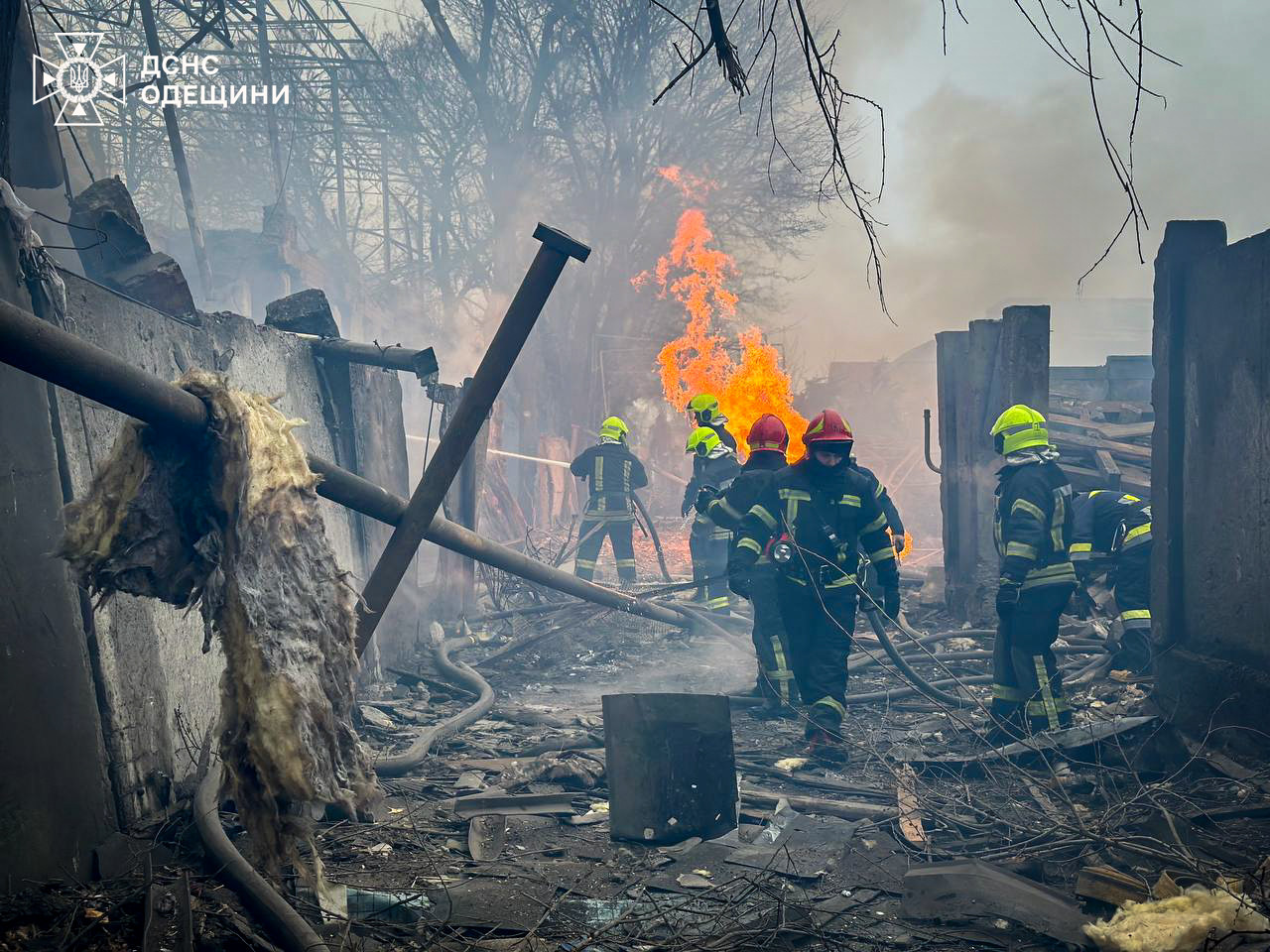
Trosky v Oděse po ruském útoku

Ruské raketové útoky na Oděsu zabily 21 a zranily nejméně 73 civilistů. Mezi oběťmi byli i záchranáři, kteří přijeli vyprošťovat a poskytnout pomoc po prvním útoku a stali se terčem druhé střely zasáhnuvší stejný cíl.
Ruské ostřelování vesnice Dolynka v Záporožské oblasti zabilo 1 ženu.
Ukrajinské úřady nařídily evakuaci obyvatelstva ze severního pohraničí Sumské oblasti kvůli dlouhodobému intenzivnímu ruskému ostřelování.

### 16. březen
V ropné rafinérii společnosti Rosněfť v Syzrani vypukl rozsáhlý požár, podle gubernátora Samarské oblasti Dmitrije Azarova způsobený útokem ukrajinských bezpilotních letadel.
Ruské ostřelování vesnice Novoselivka Perša v Doněcké oblasti zabilo 51letého civilistu a dalšího obyvatele zranilo.
Podle tvrzení gubernátora Bělgorodské oblasti Vjačeslava Gladkova byli v Bělgorodu po ukrajinském raketovém útoku zabiti dva lidé, ale ruské protivzdušné a protiraketové obraně se podařilo sestřelit 2 bezpilotní letouny a 8 střel z raketometu RM-70 Vampir. Podle zpráv ukrajinské strany k obětem na životech došlo po zásahu ruské obrany.
Ruský dobrovolnický sbor uvedl na síti Telegram, že během pokračujících bojových operací v Bělgorodské a Kurské oblasti zatím získal 25 zajatců z řad vládních sil, a jeho velitel Denis Kapustin vyzval gubernátora Gladkova k jednání o jejich výměně.

### 17. březen
Ukrajinské letectvo oznámilo sestřel 14 z 16 Ruskem vyslaných bezpilotních letadel typu „Šáhid“. Černihivská oblast se stala terčem dvou střel s plochou dráhou letu Ch-59 a na Charkovskou a Doněckou oblast bylo odpáleno 5 raket systému S-300.
Ruské úřady oznámily úspěšné sestřelení či zneškodnění 35 ukrajinských dronů v Bělgorodské, Jaroslavské, Kalužské, Kurské, Moskevské, Orjolské, a Rostovské oblasti a Krasnodarském kraji.
Při požáru ropné rafinérie v Slavjansku na Kubani v Krasnodarském kraji, příčinou jehož vypuknutí byl podle ruských médií zásah ukrajinského bezpilotního letadla, zahynula nejméně 1 osoba.
Rusko zaútočilo na Mykolajiv dvěma balistickými střelami, pravděpodobně typu Iskander-M. Zahynul 1 obyvatel, dalších 9, včetně 2 dětí, utrpělo zranění.

### 19. březen
Ruský dobrovolnický sbor vydal prohlášení, že jeho operace proti putinovským silám v Bělgorodské oblasti pokračují. Připustil, že jeho síly utrpěly ztráty, ale popřel že by dosahovaly počtu údajných 1 500, nárokovaných vládní stranou.
Ruská státní tisková agentura RIA Novosti potvrdila odvolání vrchního velitele ruského námořnictva admirála Nikolaje Jevmenova. Jeho úřadujícím nástupcem byl jmenován Alexandr Moisejev.

### 20. březen
Ukrajinská bezpilotní letadla v noci zaútočila na základnu ruských strategických bombardérů Engels-2 v Saratovské oblasti. Podle ruské strany útok nezpůsobil žádné škody, ukrajinská strana uvedla, že jeho výsledky vyhodnocuje.
Ruský útok na Charkov zabil nejméně 5 civilistů a 7 dalších zranil. Podle ukrajinské policie byla k útoku použita protilodní řízená střela Ch-35.

### 21. březen
Rusko podniklo rozsáhlý raketový útok na Kyjev a jeho okolí. Podle kyjevského starosty Klička utrpělo zranění nejméně 13 osob, 2 z nich tak vážná, že si vyžádala hospitalizaci. Ukrajinské letectvo uvedlo, že nepřítel odpálil 2 balistické střely a 29 střel s plochou dráhou letu typu Ch-101 a Ch-555, jež se všechny podařilo sestřelit.

### 22. březen
Rusko provedlo nejrozsáhlejší útok na ukrajinskou infrastrukturu od začátku agrese v únoru 2022, do nějž nasadilo 88 raketových střel a 63 bezpilotních letounů, z nichž bylo podle ukrajinského letectva sestřeleno jen 37 a 55. Jedním z terčů útoku se stala přehradní hráz Dněperské vodní elektrárny, která zásahu odolala, ale její poškození vedlo k rozsáhlému výpadku dodávky elektrické energie v 9 oblastech. Zahynulo nejméně 5 lidí a 14 utrpělo zranění.

## Duben 2024

### 5. dubna
Ukrajinské bezpečnostní služby SBU a HUR informovaly o provedení dronových úderů na čtyři ruská letiště, která Rusko využívá k agresi proti Ukrajině. Jedná se o vojenskou základny Morozovsk (Rostovská oblast), Engels-2 (Saratovská oblast), Kursk (Kurská oblast) a Jejsk (Krasnodarský kraj). Během akcí mělo být zničeno nejméně osm ruských letadel a dalších jedenáct poškozeno.

### 9. dubna
Ukrajinská vojenská rozvědka uvedla, že se jí podařilo poškodit ruskou raketovou loď Serpuchov kotvící na základně v přístavu Baltijsk v Kaliningradské oblasti. Jedná se o raketovou korvetu třídy Bujan-M, která původně sloužila u Černomořské flotily, než byla převelena k Baltském námořnictvu. Lodě této třídy mohou odpalovat střely s plochou dráhou letu, což Rusko demonstrovalo během války v Sýrii odpálením raket Kalibr.

### 11. dubna
Ruská armáda při ostřelování zcela zničila Trypilskou elektrárnu nacházející se jižně od Kyjeva.

### 17. dubna
Nejméně jedenáct lidí zemřelo a dvacet bylo zraněno při třech raketových útocích na město Černihiv.

### 19. dubna
Po splnění bojových úkolů se ve Stavropolském kraji zřítil nadzvukový strategický bombardér s měnitelnou geometrií křídel Tupolev Tu-22M3, který Rusko používá jako nosič střel Ch-22 k útokům na ukrajinská města a kritickou infrastrukturu. Podle agentury RIA Novosti se všichni čtyři členové posádky se katapultovali. Představitelé Stavropolského kraje oznámili, že jeden pilot zahynul, dva byli zraněni a že čtvrtý člen posádky je nezvěstný. Zatímco podle ruských zdrojů se měl stroj zřítit v důsledku technické závady, velitel ukrajinského letectva Mykola Oleščuk uvedl, že letadlo sestřelila Ukrajina asi 300 km od svého území. Podle portálu RBK-Ukraine ukrajinské bezpečnostní zdroje uvedly, že ke zničení stroje použily systémy protivzdušné obrany S-200, což se zdá krajně nepravděpodobné.

### 20. dubna
Americká Sněmovna reprezentantů po půlroce diskusí a váhání schválila umožnění podpory Ukrajiny v hodnotě téměř 61 miliard dolarů. Pro podporu hlasovalo 311 kongresmanů, proti bylo 112 zákonodárců. Návrh musí ještě schválit Senát a následně ho musí podepsat prezident Joe Biden, který se pro schválení podpory dlouhodobě angažoval. Důvodem byla reálná možnost, že Evropa v případě neúspěchu Ukrajiny bude ohrožena rozpínavostí Ruska.

### 21. dubna
Mluvčí ukrajinského námořnictva Dmytro Pletenčuk uvedl, že v Sevastopolu na okupovaném poloostrově Krym byla zasažena a vyřazena ze služby loď Kommuna, nejstarší plavidlo provozované ruským námořnictvem. Během ruské invaze na Ukrajinu využívala Černomořská flota loď k záchranným operacím. Například v dubnu 2022 v oblasti potopeného ruského raketového křižníku Moskva nebo v dubnu 2024 v případě velké výsadkové lodi Cezar Kunikov.

### 22. dubna
Ruské ostřelování zcela zničilo Televizní věž v Charkově.

### 23. dubna
Britský premiér Rishi Sunak, řekl že vláda uvede zbrojní průmysl do válečného režimu.

### 24. dubna
Pozměněný zákon o pomoci Ukrajině schválil americký Senát. Zákon obratem podepsal americký prezident Joe Biden. Protože je část pomoci již v Evropě, očekává se předání Ukrajině další den a že Ukrajina bude schopna pomoc doručit na frontu do dalších 48 hodin. Součástí pomoci jsou střely do raketového systému HIMARS a rakety dlouhého doletu ATACMS, o které Ukrajina žádala dlouhodobě a které hodlá použít na ničení ruskou infrastrukturu sloužící pro podporu invaze.

## Květen 2024

### 3. květen
Nejméně čtyři lidé byli zraněni při útoku dronů na město Charkov, další dva lidé byli zraněni při pádu trosek v Dněpropetrovské oblasti.

### 10. květen
Rusko zahájilo rozsáhlou invazi do Charkovské oblasti a během následujících dní v ní dobylo několik vesnic.

### 19. květen
Ruské letecké útoky zabily 5 a zranily 9 osob v obcích Kupjanského rajónu, dalších 5 zabitých a 16 raněných civilistů si vyžádal ruský útok dvěma střelami Iskander na obec Mala Danylivka na severním předměstí Charkova.

### 23. květen
Po ruském útoku na Charkov zemřelo nejméně sedm zaměstnanců místní tiskárny.

### 25. květen
Nejméně osmnáct lidí zemřelo po ruském raketovém útoku na hobbymarket v Charkově.

## Červenec 2024

### 8. červenec
Rusko provedlo rozsáhlý raketový útok na ukrajinské civilní cíle, včetně kyjevské dětské nemocnice Ochmatdyt, při němž zahynulo nejméně 41 osob, a dalších 166 utrpělo zranění.

### 25. červenec
Rumunské úřady oznámily nález trosek ruského útočného dronu Geraň 1/2 na území obce Plauru, ležící v blízkosti státních hranic na protilehlém břehu Dunaje od ukrajinského přístavu Izmajil.

### 27. červenec
Hlavní ředitelství rozvědky Ministerstva obrany Ukrajiny oznámilo úspěšný ranní útok bezpilotními letouny na ruské letecké základny Ďagilevo, Engels-2 a Oleňja. Na základně Oleňja v Murmanské oblasti si nárokovalo poškození nadzvukového bombardéru Tupolev Tu-22M3. Cílem dalšího útoku byla ropná rafinérie v Rjazani.

### 31. červenec
Litevský ministr zahraničí Gabrielius Landsbergis a představitelé USA oznámili, že Ukrajinské letectvo převzalo první stíhací letouny General Dynamics F-16 Fighting Falcon.

## Srpen 2024

### 1. srpen
Ruské ostřelování obytné čtvrti Nikopolu v Dněpropetrovské oblasti zabilo matku s dcerou (věk 72 a 40 let).

### 2. srpen
Ukrajinské ozbrojené síly oznámily, že raketou systému ATACMS zasáhly a potopily ruskou útočnou ponorku B-237 Rostov na Donu (třídy Kilo) v suchém doku přístavu Sevastopol, a další poškodily protiletadlový raketový komplet S-400 na okupovaném poloostrově Krym.

### 6. srpen
Vojáci ukrajinské armády se v úterý pokusili proniknout na ruské území v Kurské oblasti, uvedl na platformě Telegram gubernátor oblasti Alexej Smirnov. Podle tvrzení Kremlu, asi 300 ukrajinských vojáků provedlo invazi ze Sumské oblasti přes hranici do Ruska. Členové 22. ukrajinské mechanizované brigády zahájili útok mezi pohraničními vesnicemi Nikolajevo-Daryino a Olešňa v Kurské oblasti v Rusku za podpory „11 tanků a více než 20 bojových obrněných vozidel“, uvedlo ruské ministerstvo obrany. Střety se rozšířily až na předměstí Sudže, města s přibližně 5000 obyvateli asi 10 kilometrů od hranic. Útok byl podle Moskvy podpořen drony a raketovými útoky. Kyjev se k údajnému vpádu bezprostředně nevyjádřil. Představitel ukrajinské Rady národní bezpečnosti a obrany Andrij Kovalenko však uvedl, že Rusko nemá svou hranici pod kontrolou.

Hlavní ředitelství rozvědky Ministerstva obrany Ukrajiny uvedlo, že ukrajinské speciální síly podnikly úspěšný nájezd na Tendrovskou kosu, kde zničily ruská opevnění, obrněnou techniku (obrněné transportéry typu MT-LB) a prostředky vedení elektronického boje. Ruská strana se k události nevyjádřila. Ruský bloger Rybar naproti tomu tvrdí, že akce skončila neúspěchem. Kolem třetí hodiny ráno zamířilo k Tendrovské kose 12 lodí s ukrajinskými vojáky. „V důsledku krátké bitvy byly zničeny první tři lodě, zbývajících devět se vrátilo a zamířilo opačným směrem,“ napsal bloger, jehož informace bývají obvykle poměrně spolehlivé. Informace ani jedné strany nelze nezávisle ověřit.

### 7. srpen
Ukrajinské jednotky na ruském území překonaly dvě linie ruských sil a pronikly až do hloubky 10 km Kurské oblasti.
Náčelník ruského generálního štábu Valerij Gerasimov prohlásil, že „ukrajinský pokus o ofenzívu byl zastaven a ruské jednotky pokračují v ničení nepřítele v blízkosti hranice.“ Úřadující gubernátor Kurské oblasti Alexej Smirnov v ní vyhlásil výjimečný stav. Ruský prezident Vladimir Putin situaci označil za „rozsáhlou provokaci“.

### 14. srpen
Ukrajinské jednotky podle vrchního velitele ukrajinských ozbrojených sil Oleksandra Syrského pokračovaly v postupu v Kurské oblasti a plně ovládly okresní město Sudža. Syrskyj zároveň uvedl, že ukrajinské jednotky v oblasti postoupily o další až dva kilometry v různých směrech a že zajaly zhruba stovku ruských vojáků.

### 24. srpen
Ruské ostřelování Kosťantynivky v Doněcké oblasti usmrtilo 5 civilistů a dalších 5 utrpělo zranění.
Ukrajinský prezident Zelenskyj podepsal kontroverzní zákon, umožňující zákaz náboženských organizací spojených s Ruskem. Tento zákon se potenciálně může týkat zejména Ukrajinské pravoslavné církve (Moskevského patriarchátu), pokud do 9 měsíců od nabytí jeho účinnosti nepřeruší svá zbývající spojení s Ruskou pravoslavnou církví.
Na letišti Le Bourget v Paříži byl zatčen francouzsko-ruský podnikatel a programátor Pavel Durov, tvůrce sociální sítě VK (VKontaktě) a komunikační platformy Telegram, která je šifrovaná a údajně není kontrolována žádným státem. Médii na Ukrajině je toto téma dlouhodobě sledováno v souvislosti s možným využitím komunikačních kanálů ruskými vojenskými jednotkami nebo dezinformátory. Mimo jiné země také ukrajinský parlament připravuje návrh zákona o regulaci Telegramu, YouTube a TikToku.

### 25. srpen
Rusové zasáhli hotel v Kramatorsku, kde byli zraněni novináři z Ukrajiny, Spojených států a Británie, zemřel vojenský poradce agentury Reuters Ryan Evans. Ministerstvo obrany Ruské federace ve své zprávě údajně oznámilo „porážku místa nasazení zahraničních žoldáků“.
V reakci na zákon umožňující zákaz Ukrajinské pravoslavné církve Moskevského patriarchátu (UPC-MP) (20. srpna), oznámil ukrajinský mistr světa v boxu Oleksandr Usyk, že nadále zůstává jejím farníkem. Papež František v komentáři k ukrajinskému zákonu, který umožňuje zakázat Ukrajinskou pravoslavnou církev (Moskevského patriarchátu) na Ukrajině, vyzval „nezakazovat přímo ani nepřímo žádnou křesťanskou církev“. „Nechť žádná křesťanská církev není přímo nebo nepřímo zrušena“, řekl papež. Ve svém projevu vyjádřil znepokojení nad přijetím zákona zakazujícího UPC (MP). „S bolestí sleduji nepřátelství na Ukrajině a v Ruské federaci a s ohledem na nedávno přijaté zákony na Ukrajině se bojím o svobodu těch, kdo se modlí, protože ti, kdo se skutečně modlí, se vždy modlí za všechny. Neděláte zlo proto, že se modlíte“, uvedl papež v prohlášení. Ukrajinský prezident nový zákon okomentoval jako zákon duchovní nezávislosti Ukrajiny. Podle metropolity Klementa (UPC-MP) není zákaz v souladu s ústavou Ukrajiny a zákony morálky. V květnu právní oddělení Rady UPC (MP) kritizovalo návrh zákona o zákazu UPC (MP) a poznamenalo, že podle norem mezinárodního práva nemůže být ochrana národní bezpečnosti základem pro omezení práva na náboženství, jak je uvedeno v preambuli návrhu zákona. Právník této církve Robert Amsterdam označil návrh zákona, který přijala Nejvyšší rada a který se týká skutečného zákazu církve, za „náboženskou čistku“ a „novou černou stránku v historii porušování lidských práv na Ukrajině“.

### 26. srpen
Masivní útok ruských raket (127) a šáhidů (109) na ukrajinskou energetiku včetně kyjevské vodní elektrárny, s následnými odstávkami elektřiny a vody v mnoha oblastech Ukrajiny a mnohahodinovými zpožděními vlaků, přibližně 7 mrtvých a 47 zraněných, jeden dron byl v Polsku na radaru 33 minut a nebyl sestřelen kvůli povětrnostním podmínkám. Média útok mimo jiné komentují jako částečnou odplatu za kurskou ofenzívu (ukrajinští politici uvádí již okolo 100 obsazených osad a přes 1 000 kilometrů území v Rusku s využitím zahraniční pozemní techniky, přes sto tisíc Rusů bylo evakuováno, Rusové podnikají protiútoky a ostřelují Sumskou oblast). Pokračují útoky ukrajinských dronů na ruské rafinerie a letiště hluboko v týlu. Ukrajina na pozadí ofenzívy stupňuje tlak na západní partnery k povolení použití raket dlouhého dosahu na území Ruska a dodání slibované vojenské techniky, v těchto souvislostech se diskutuje i o útocích na kurskou jadernou elektrárnu. Německo v předchozích dnech oznámilo snížení finanční pomoci Ukrajině. Obsazením dalších vesnic pokračoval ruský útok na Pokrovsk za ukrajinskými liniemi obrany, kde Rusové postupují každý den. Pokračují poziční boje v kurském směru v Rusku, kde ukrajinská ofenzíva zpomalila. Pokračují evakuace ve městech Pokrovsk, Selydove a v dalších frontových oblastech Ukrajiny. Zahraniční média to komentují jako výměnu Pokrovsku na Ukrajině za část Kurské oblasti v Rusku. Rusko v reakci na ofenzívu Ukrajiny přisouvá do kurského směru především brance, námořní pěchotu, výsadkové jednotky a jen část jednotek z Ukrajiny (Donbasu), mobilizaci nevyhlásilo, ani neučinilo dosud významný protitah a nad další reakcí Ruska zahraniční vojenští analytici dosud tápou. Další jednání o míru byla oboustranně pozastavena bez možnosti dalších ústupků a pokračují pouze na mezinárodní úrovni. Bělorusko v posledních dnech oznámilo přesun vojenské techniky a personálu na ukrajinskou hranici. Další kritika korupčního schématu v ukrajinské armádě – personální obsazování mobilních protileteckých skupin v týlu a audit humanitární pomoci ve výši 170 milionů hřiven poskytnuté armádě, která se ne vždy dostala k vojenským jednotkám. V podnikatelské sféře pokračuje korupce na základě ustanovení trestního zákoníku o napomáhání agresorskému státu, kdy jsou vydíráni podnikatelé, kteří měli nějaké obchodní kontakty na Rusko, či majetek v Rusku nebo na Krymu.[zdroj⁠?!] Ministerstvo obrany Ukrajiny schválilo do provozu domácí bezpilotní víceúčelový transportér, prezident Zelenskyj uvedl, že Ukrajina pokračuje v rozvoji svého vojensko-průmyslového komplexu a již vytvořila svou první balistickou raketu, již dříve uvedl, že 24. srpna ukrajinská armáda poprvé udeřila na ruskou armádu novou zbraní – bezpilotní raketou Paljanycja. Pokračuje politický skandál s poslancem Arťomem Dmytrukek, který nelegálně překročil hranice a spojuje trestní stíhání se svým postojem k ochraně ukrajinské pravoslavné církve. V noci na úterý Rusové zasáhli hotel v Kryvyj Rihu, dva lidé zemřeli, pět lidí bylo zraněno a dva lidé jsou pravděpodobně pod troskami.

### 30. srpen
Prezident Volodymyr Zelenskyj odvolal generálporučíka Mykolu Oleščuka z funkce velitele ukrajinského letectva. Důvody změn na velitelských postech se v prezidentských rozhodnutích zásadně neuvádějí, avšak má se za to, že Oleščuk byl odvolán v souvislosti se ztrátou vojenského letounu F-16. Stalo se tak při masivním ruském útoku raket a dronů dne 26. srpna, kdy zemřel ukrajinský pilot a instruktor Oleksij Mes „Moonfish“ vycvičený v Dánsku. Příčiny se vyšetřují, jednou z možností je sestřelení vlastní protivzdušnou obranou raketou Himars, což také vyčetla veliteli poslankyně Mariana Bezuhlaja, obdobně jako nadhodnocované sestřely ruských raket a dronů.

## Září 2024

### 3. září
Při ruském útoku dvěma balistickými střelami do vchodu ukrajinské vzdělávací instituce v Poltavě (Poltavský vojenský institut komunikací), zemřelo přes 55 lidí a přes 320 jich bylo zraněno – při poplachu lidé běželi do budovy (údajně měla být zasažená také nemocnice). Podle poslance Ihora Mosijčuka byly výbuchy na přehlídkovém prostranství, kde byla nastoupena vojenská formace, a do jídelny, kde byli někteří vojáci (obhajuje že kadeti ústavu přitom nebyli zraněni), den předtím přeletěl nad Poltavou průzkumný dron, ale nikdo nepřijal další bezpečnostní opatření (Poltavský region neměl dostatečnou protiraketovou obranu). Další úmrtí vojáků na shromáždění kritizovala také poslankyně Mariana Bezuhlaja. Ruské i ukrajinské zdroje uvedly, že na místě se cvičili specialisté na radarový a elektronický boj pro ukrajinskou armádu. Podle jednoho z lékařů na místě, zemřelo mnoho lidí zbytečně během následného neodborného ošetření nebo při použití nekvalitních (čínských) turniketů. Bezpečnostní služba Ukrajiny prověřuje verzi úpravy raketového útoku, zveřeněnění fotografií a videí z místa útoku, a možný nedbalý přístup k vojenské službě.

### 4. září
Ukrajinští ministři hromadně podali ručně psané výpovědi, prohlášení byla projednávána na nadcházejícím zasedání: ministr zahraničních věcí Dmytro Kuleba, spravedlnosti Denys Maliuska, pro strategická průmyslová odvětví Alexandr Kamyšin, ochrany životního prostředí a přírodních zdrojů Ruslan Strelet, místopředsedkyně vlády pro evropskou a euroatlantickou integraci Olga Stefanišyna, místopředseda vlády – ministryně pro reintegraci dočasně okupovaných území Ukrajiny Iryna Vereščuková.
Pokračovalo ostřelování ukrajinských měst (Kyjev, Lvov, Charkov, Sumy, Slavjansk, Kramatorsk, ...). V posledních dnech byly zasaženy také hotely, kde byli pravděpodobně ubytováni cizinci. Pokračuje evakuace lidí z Pokrovsku. Ukrajinská média nadále zveřejňují videa z nedobrovolného odchytu branců k mobilizaci v ulicích.

## Říjen 2024

### 22. říjen
Ruské armádě se zřejmě podařilo prolomit ukrajinskou obranu u města Časiv Jar v Doněcké oblasti.
Europoslanci schválili půjčku Ukrajině ve výši až 35 miliard eur (více než 880 miliard korun). Splátky mají hradit výnosy ze zmrazeného ruského státního majetku. Z jednadvaceti českých europoslanců hlasovali proti Kateřina Konečná, Ondřej Dostál a Ivan David. Dalších osmnáct europoslanců zvolených v Česku návrh podpořilo.

## Listopad 2024

### 5. listopad
Ukrajinská armáda potvrdila, že se poprvé střetla s jednotkami ze Severní Koreje.

### 11. listopad
Bývalý britský premiér Boris Johnson připustil účast britských vojáků v konfliktu, pokud Donald Trump zastaví pomoc Ukrajině.

### 15. listopad
Německý kancléř Olaf Scholz po téměř dvou letech telefonicky hovořil s Vladimirem Putinem.

## Prosinec 2024

### 25. prosinec
Došlo k přerušení podmořského kabelu pro vedení elektrické energie mezi Finskem a Estonskem (více viz článek Přerušení kabelu Estlink 2). Přeshraniční kapacita Estonska a Finska byla omezena z 1016 MW na 358 MW, což je kapacita druhého energetického kabelu Estlink 1. Poškozeny byly ještě čtyři podmořské telekomunikační kabely (tři spojující Finsko s Estonskem a jeden Finsko s Německem). Finské úřady incident vyšetřují jako sabotáž. V souvislosti s incidentem byl zadržen a obsazen ropný tanker Eagle S, považovaný za součást ruské stínové flotily.